# Niels van der Zwan

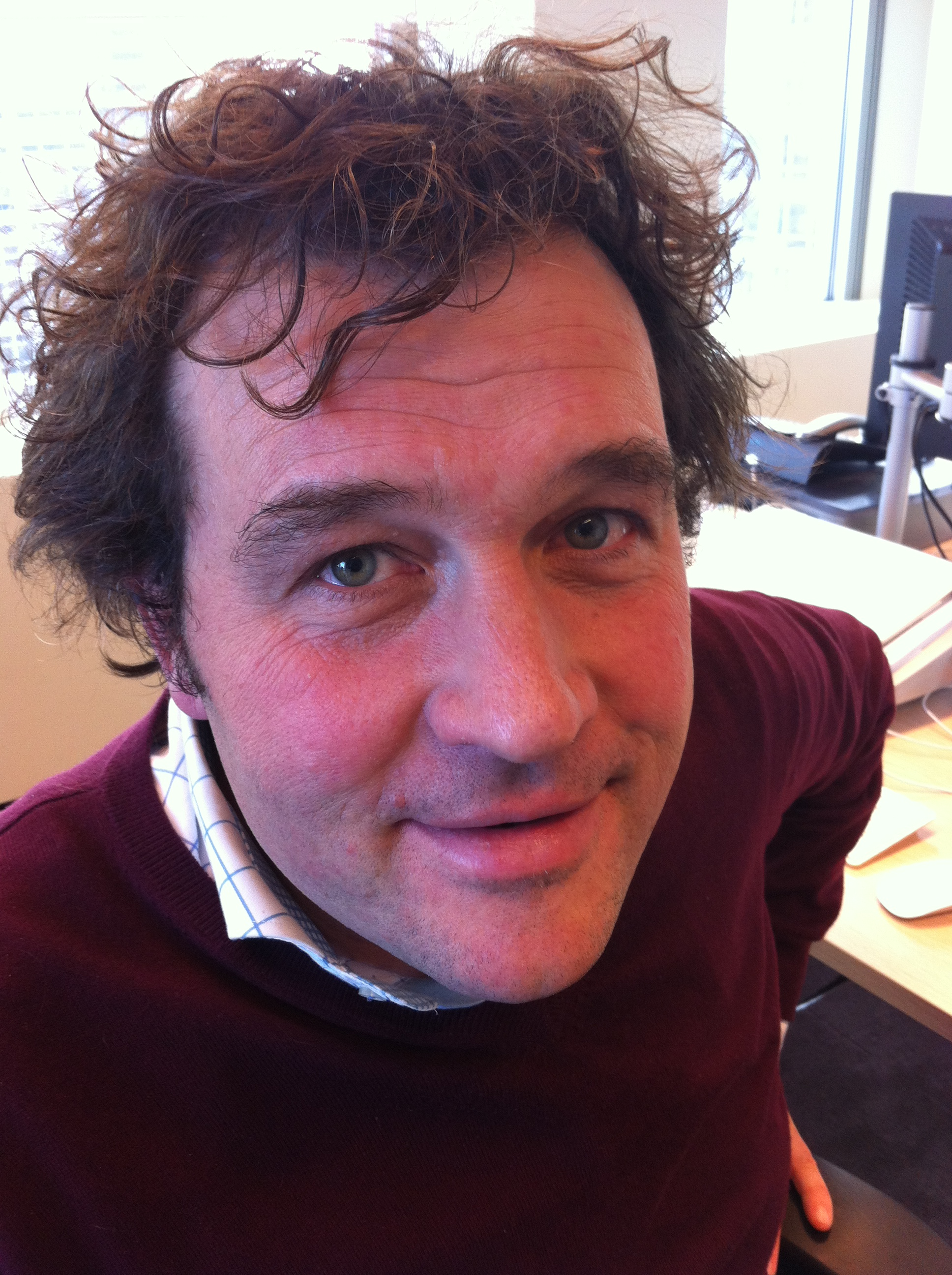
Niels van der Zwan

Cornelis „Niels“ Pieter van der Zwan (* 25. Juni 1967 in Scheveningen) ist ein ehemaliger niederländischer Ruderer. Er nahm von 1992 bis 2000 an den Olympischen Spielen teil und wurde 1996 Olympiasieger.
Niels van der Zwan von der Delftse Studenten Roeivereniging Proteus-Eretes gewann 1989 bei den inoffiziellen U23-Weltmeisterschaften Silber mit dem Vierer ohne Steuermann. Im Jahr darauf erhielt er bei den Weltmeisterschaften in der Erwachsenenklasse ebenfalls die Silbermedaille, nachdem er zusammen mit Jaap Krijtenburg, Bart Peters und Sven Schwarz hinter den Australiern aber vor der letztmals antretenden DDR-Mannschaft das Ziel erreicht hatte. Nach dem fünften Platz bei den Weltmeisterschaften 1991 belegte der niederländische Vierer ohne Steuermann auch bei den Olympischen Spielen 1992 den fünften Platz.
1993 wechselte van der Zwan in den Achter und belegte bei den Weltmeisterschaften 1993 zum dritten Mal in Folge den fünften Platz beim Saisonhöhepunkt. Bei den Weltmeisterschaften 1994 hinter den USA und 1995 hinter dem Deutschland-Achter erkämpfte der niederländische Achter jeweils die Silbermedaille. 1996 gewann der niederländische Achter die vorolympischen Regatten in Duisburg und Luzern recht deutlich. Bei den Olympischen Spielen 1996 in Atlanta siegten die Niederländer klar vor dem Deutschland-Achter.
Nach zwei Jahren Pause kehrte Niels van der Zwan 1999 in den Achter zurück und belegte den fünften Platz bei den Weltmeisterschaften. Vier Jahre nach dem Olympiasieg saßen mit Nico Rienks und Niels van der Zwan noch zwei Mitglieder des 1996er Goldachters in dem Boot, das bei den
Olympischen Spielen 2000 in Sydney den achten Platz belegte.